# Amphoe Nang Rong
Amphoe Nang Rong (thaï : นางรอง) est un amphoe de la province de Buriram.